# Agresja językowa
Agresja językowa – napastliwe, brutalne zachowanie nadawcy wypowiedzi wobec uczestników komunikacji językowej, przeciwne zasadom grzeczności wypowiedzi. Do jej przejawów należą: napastliwy ton wypowiedzi, posługiwanie się wyrażeniami negatywnie oceniającymi rozmówcę, obelgami lub wulgaryzmami. Agresja językowa zwykle wiąże się z poniżeniem odbiorcy, może ranić, obrażać. Jako ukryta forma agresji językowej wymieniana jest ironia.